# آره… و نیم
آره… و نیم (به عربی: آه ونص) آلبومی از هنرمند اهل لبنان نانسی عجرم است.